# Xinyuictis
Xinyuictis es un género extinto de mamífero Miacidae que vivió durante el Eoceno en América del Norte hace entre 55,8 y 48,6 millones de años aproximadamente. Contiene solo una especie, Xinyuictis tenuis.
En un principio se sugirió que la especie era la misma que Miacis, pero finalmente se decidió que eran diferentes.